# I-SUP

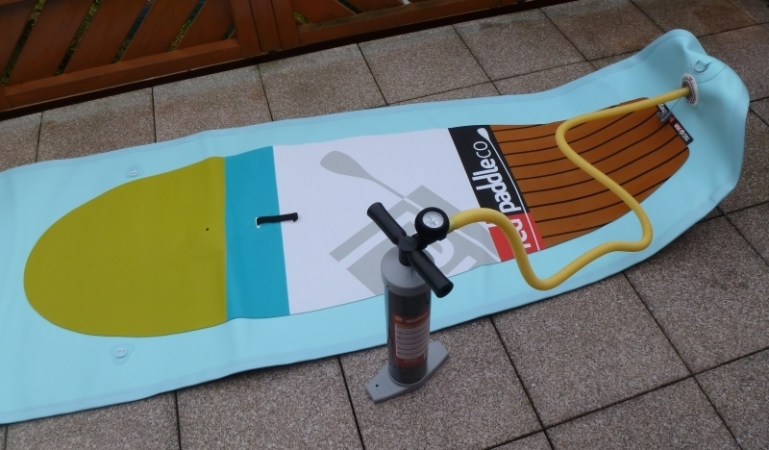
Unaufgepumptes I-SUP Board

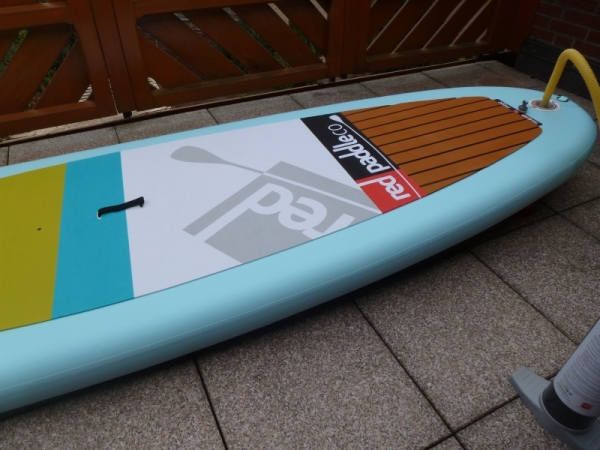
Aufgepumptes I-SUP Board

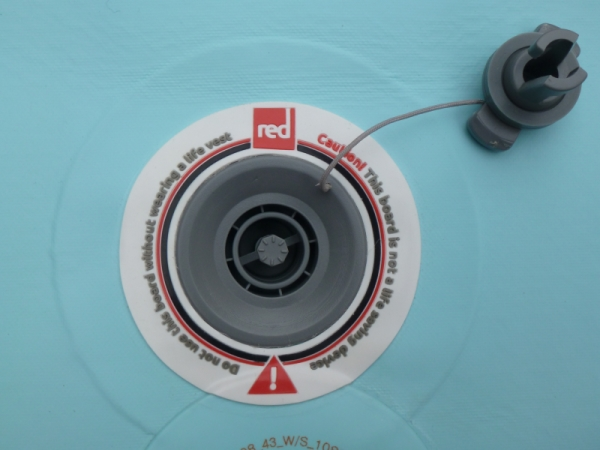
Ventil eines I-SUP Boards

Der Begriff I-SUP ist ein Akronym bestehend aus den englischsprachigen Wort 'Inflatable' und der aus dem Wellenreiten entstandenen Sportart Stand Up Paddling (SUP). Er ist ein Sammelbegriff für aufblasbare Stand-Up-Boards und wird bei manchen Markenherstellern auch unter der Bezeichnung Air SUP oder iSUP Board geführt.

## Bauweise und Verarbeitung
Klassische SUP-Boards sind wie Surfboards aus Epoxidharz gefertigt und starr. Daher wurde nach Alternativen gesucht, wie Transport und Lagerung der relativ sperrigen Boards vereinfacht, dennoch eine hinreichend Formstabilität gewährleistet werden kann, die bei normalen Schlauchbooten nicht gegeben ist.
Die in Korea entwickelte Dropstitch-Konstruktion bahnte den Weg für aufblasbare SUP Boards, die formstabil sind. Das Prinzip der Drop-Stitch-Konstruktion beruht darauf, die Decken- und Bodeninnenseiten des Boards mit vertikalen Verbindungsfasern zu verknüpfen und auch unter hohem Innendruck in der gewünschten Form zu halten. So entsteht ein Gewebe, das durch die große Zahl an Verknotungen sehr reißfest und formstabil ist und besonders hohen Belastungen standhält, dabei aber dennoch in unaufgepumptem Zustand kompakt zusammenlegbar ist. Moderne SUP Boards mit einem Drop-Stitch Kern ermöglichen somit einen Innendruck von 15 bis 25 psi.
Je nach Hersteller werden verschiedene Lagen Dropstitch-Gewebe mit PVC unterschiedlicher Qualitäten umklebt und vulkanisiert. Die Oberseite wird üblicherweise mit einem Deck Pad aus EVA beklebt, um dem Stand-Up-Paddler mehr Rutschfestigkeit auf dem Board zu bieten. Charakteristisch für I-SUP Boards ist eine kleine runde Auswölbung an der Board-Unterseite auf Höhe des Ventils, das bei Wassersportlern mitunter zu Bedenken bezüglich der Haltbarkeit und der Verarbeitungsqualität führt. Diese Auswölbung ist jedoch technisch bedingt, da auf Höhe des Ventils kein Dropstitch-Gewebe eingesetzt werden kann.

## Board-Typen
Die Einteilung der I-SUP Boards in Board-Typen folgt der Klassifizierung der starren, nicht-aufblasbaren Boards: Die Langstrecken-Boards wie Touring- und Race-SUP-Boards sind mit durch ihre Schmalheit und ihre spitz zulaufenden Bugs und Hecks stromlinienförmiger und erreichen damit einen besseren Geradeauslauf sowie höhere Endgeschwindigkeiten. Reine Wave-SUP-Boards dagegen sind breiter und dafür kürzer geschnitten, um eine bessere Wellenausbeute und eine bessere Kippstabilität zu gewährleisten. Allround-Boards sind in der Regel mit geschwungenem Bug und mittlerer Breite ein Kompromiss aus diesen beiden Board-Typen, die auf ein möglichst breites Einsatzspektrum ausgelegt sind.

## Auswirkung der Board-Dicke
Bei der Dicke der Boards sind 4 Zoll (etwa 10 cm) und 6 Zoll (etwa 15 cm) marktüblich. Die dickeren Boards bieten mit einem größeren Volumen mehr Auftrieb und mehr Surf-Komfort. Darüber hinaus sind sie steifer, dafür jedoch weniger drehfreudig. Klassischerweise kommen daher bei Touring- und Fitnessboards sowie im Race-Bereich das dickere Board mit der größeren Richtungsstabilität zum Einsatz, während in der Welle eher das 4-Zoll-Board Standard ist.

## Vergleich mit herkömmlichen SUP-Boards
Das I-SUP hat kompakte Packmaße, ist verhältnismäßig leicht und dennoch robust. Es kann im Kofferraum oder auf dem Fahrradgepäckträger transportiert und platzsparend gelagert werden. Als Nachteil ist zu nennen, dass in Bezug auf die Performance einem starren Board aus Epoxy-Bauweise etwas unterlegen ist: Es kann durch die etwas geringere Steifigkeit zu einer Verwringung des Board-Körpers kommen, was die Stromlinienförmigkeit und die Geschwindigkeit beeinflusst. Mit steigendem Luftdruck sinkt die Wahrscheinlichkeit dieses Effekts jedoch rapide.